# Сент-Илер-дю-Аркуэ
Сент-Илер-дю-Аркуэ (фр. Saint-Hilaire-du-Harcouët) — коммуна находится в регионе Нормандия, департамент Манш, округ Авранш. Центр одноименного кантона. Расположена в 26 км к юго-востоку от Авранша и в 28 км к северу от Фужера, в долине между рекой Селюн и ее притоком Эрон. 
С 1 января 2016 года в состав коммуны Сент-Илер-дю-Аркуэ вошли соседние коммуны Вире и Сен-Мартен-де-Ландель.
Население (2018) — 5 932 человека. 

## История
В 911 году король Франции Карл III решил проблему с постоянными набегами норманнов, передав во владение их лидеру Ролло северо-западное побережье с территорией вдоль Сены, ставшее герцогством Нормандским. Сент-Илер, в то время небольшая деревня на границе Нормандии, Бретани и Мэна был присоединен к этой территории в 933 году.
В 1083 году Вильгельм Завоеватель оценил это место как стратегически важное и приказал своему единоутробному брату Роберту де Мортену построить здесь замок. В том же году в Сент-Илере был основан бенедиктинский монастырь.
К XV веку военное значение Сент-Илера было утрачено и город стал развиваться как торговый центр. После Революции местный замок был разрушен, а его камни через три десятилетия были использованы при строительстве церкви Святого Илера. В 1889 году Сент-Илер-дю-Аркуэ стал одним из первых городов Франции, в который пришло электричество.
В 1944 году город оказался в центре ожесточенных боев, в результате которых практически весь центр был разрушен и отстроен заново после войны.

## Достопримечательности
- Неоготическая церковь Святого Илария XIX века
- Средневековая башня, единственная сохранившаяся часть старой церкви. В XX веке ее стены расписала художница Марта Фландрен
- Часовня бывшего монастыря Святой Клары
- Особняк дю Жарден

## Экономика
Структура занятости населения:
- сельское хозяйство — 3,3 %
- промышленность — 15,0 %
- строительство — 6,0 %
- торговля, транспорт и сфера услуг — 42,9 %
- государственные и муниципальные службы — 32,8 %

Уровень безработицы (2018) — 10,7 % (Франция в целом —  13,4 %, департамент Манш — 10,4 %). 

Среднегодовой доход на 1 человека, евро (2018) — 19 870 (Франция в целом — 21 730, департамент Манш — 20 980).

## Демография
Динамика численности населения, чел.

## Администрация
Пост мэра Сент-Илер-дю-Аркуэ с 2020 года занимает Жаки Буве (Jacky Bouvet). На муниципальных выборах 2020 года возглавляемый им правый список победил в 1-м туре, получив 53,32 % голосов.
| Период | Период | Фамилия       | Партия                                                   | Примечания                                      |
| ------ | ------ | ------------- | -------------------------------------------------------- | ----------------------------------------------- |
| 1962   | 1983   | Поль Гинбо    | Разные правые Союз за французскую демократию             | нотариус, член Генерального совета департамента |
| 1983   | 2008   | Мишель Ганне  | Союз за французскую демократию Союз за народное движение | вице-президент Генерального совета департамента |
| 2008   | 2020   | Жильбер Бадью |                                                          | страховщик                                      |
| 2020   |        | Жаки Буве     | Разные правые                                            | член Генерального совета и Совета департамента  |

## Культурная жизнь
Каждый год в начале ноябре в Сент-Илер-дю-Аркуэ  проходит ярмарка Святого Мартена. Собственно ярмарка сельскохозяйственной продукции сопровождается карнавалом, выставками и конкурсами.  

## Города-побратимы
- Зирикзе, Нидерланды
- Сент-Питер, Джерси

## Галерея

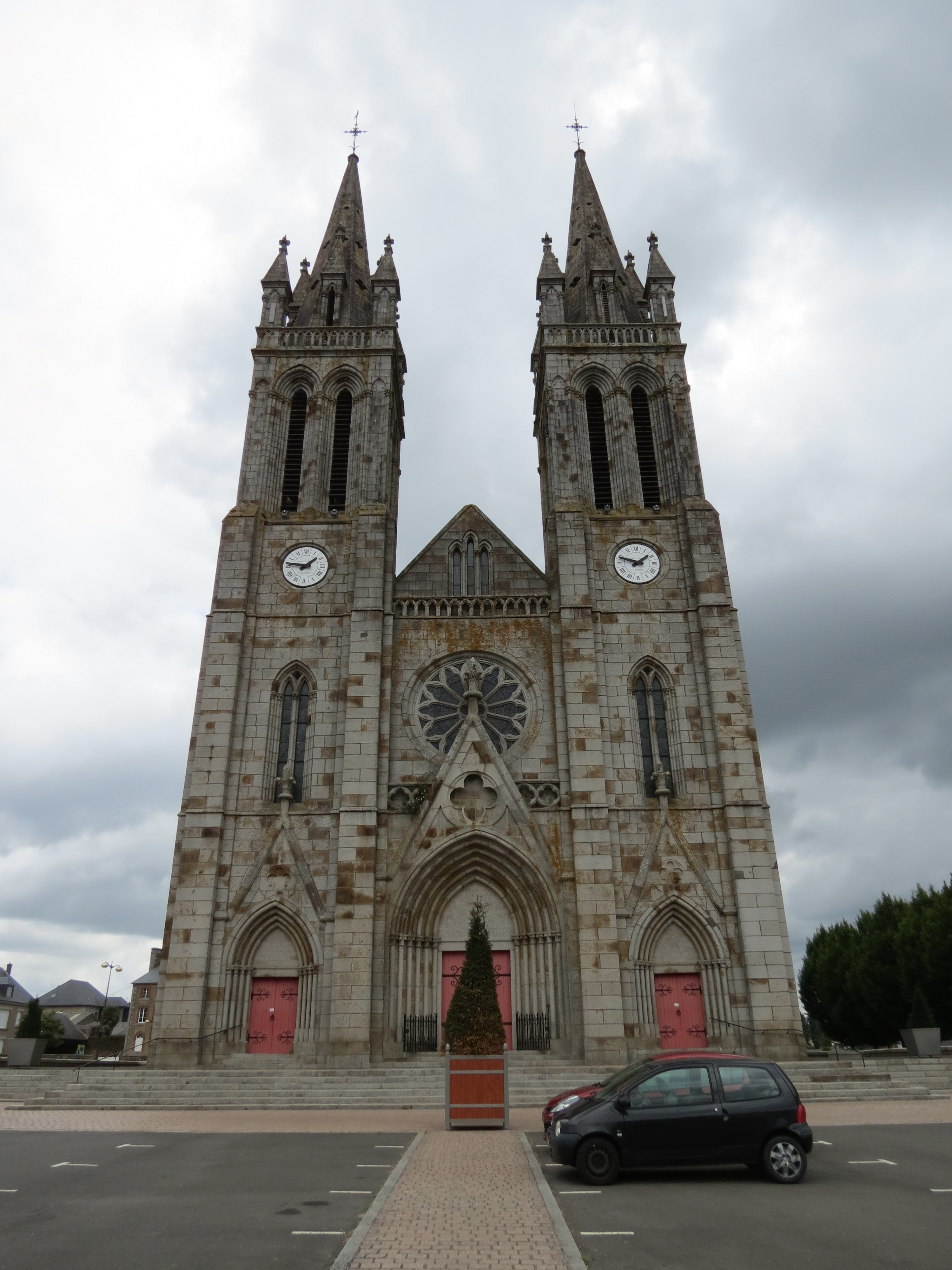
Церковь Святого Илария
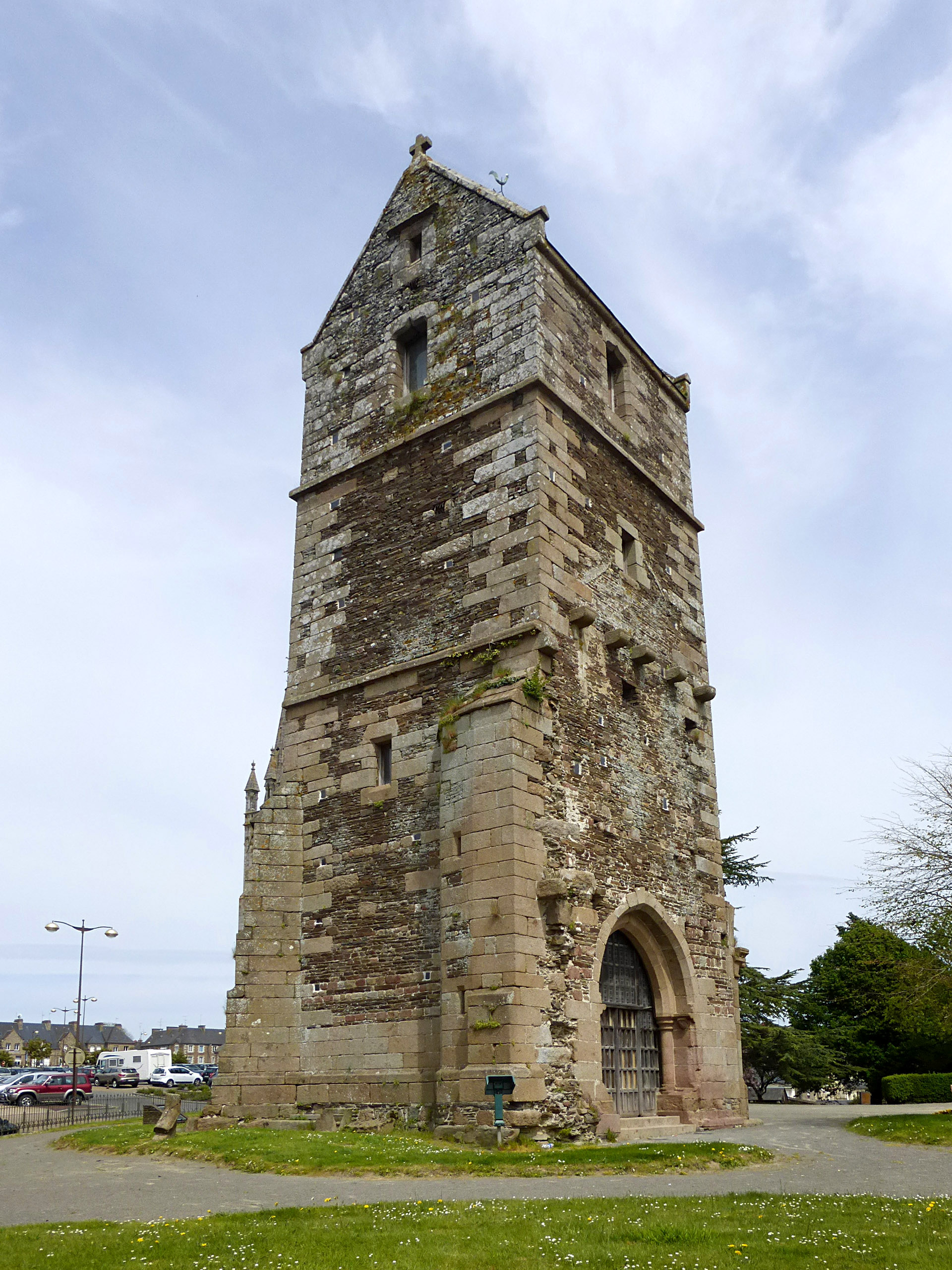
Средневековая башня
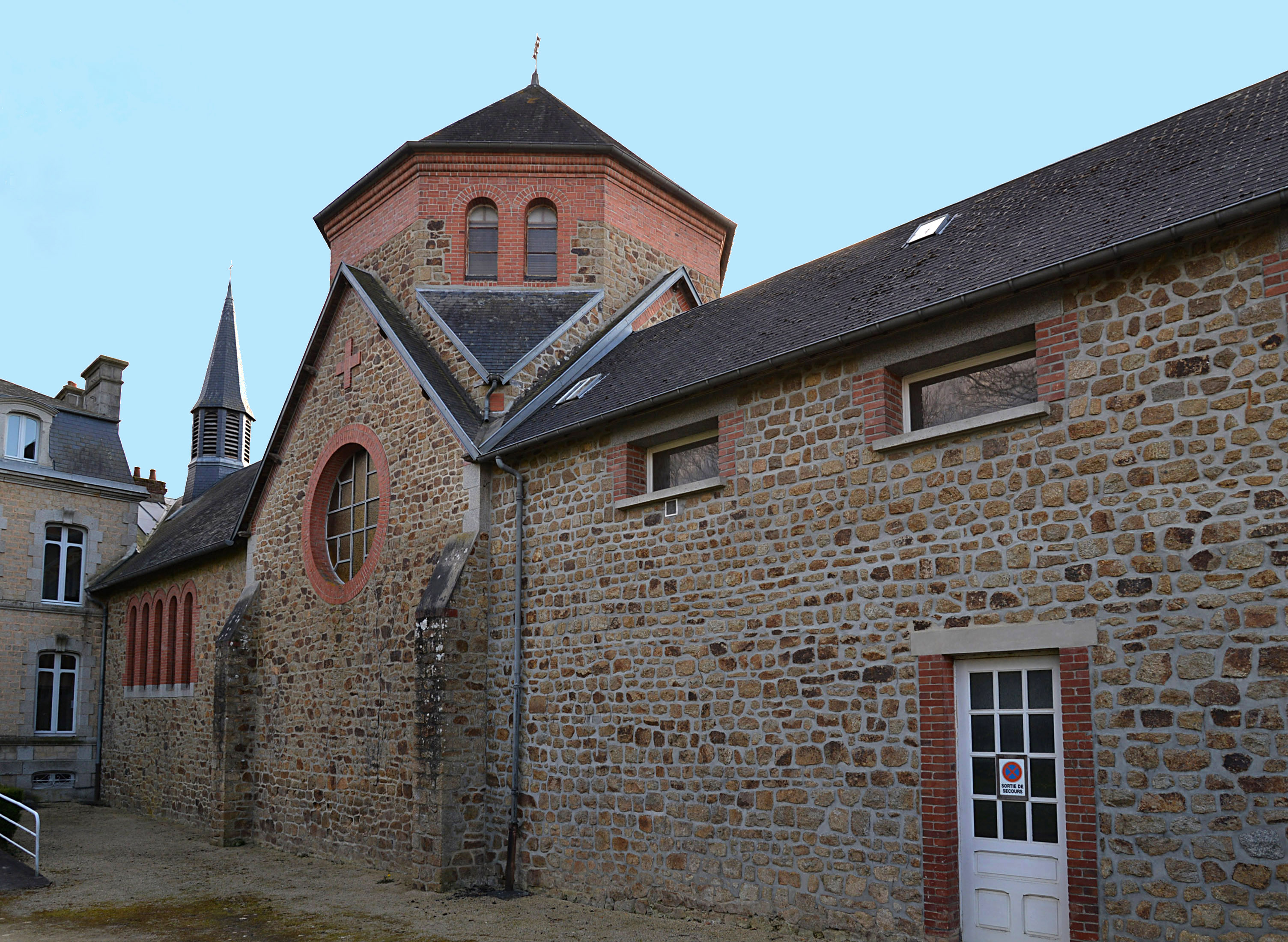
Часовня монастыря Святой Клары